# Battaglia di Challans
La battaglia di Challans è stata una battaglia della prima guerra di Vandea combattuta il 13 aprile 1793 a Le Fenouiller e Challans.

## Antefatto
Dopo la sconfitta e la destituzione del generale Louis de Marcé nella battaglia di Pont-Charrault, il suo secondo, il tenente colonnello Henri de Boulard venne proclamato generale dai suoi uomini. Questa decisione fu poi confermata dai rappresentanti in missione Jean-Louis Carra e Pierre-Jean-Baptiste Auguis. Boulard che si trovava a Fontenay-le-Comte, ricevette poi l'ordine di andare difendere Les Sables d'Olonne.
Il 7 aprile, il generale Boulard uscì da Les Sables ed entrò nel territorio insorto. L'obiettivo consisteva anche nel togliere ai vandeani lo sboccò sul mare in modo da non avere rapporti con i britannici. L'esercito repubblicano di Boulard era costituito da 4 280 uomini, tra cui 200 cavalieri, la maggior parte della Gironda, e 4 cannoni. Boulard divise la sua truppa in due colonne, la prima comandata da Dumas, comandante della guardia nazionale di Libourne che l'8 aprile prese La Mothe-Achard, quartier generale di Jean-Baptiste Joly. La seconda colonna comandata dal colonnello Esprit Baudry d'Asson che ebbe una scaramuccia a La Gâchère (Brem-sur-Mer) con i vandeani di Guerry du Cloudy, un tenente di Joly. I vandeani ebbero molti uccisi e 27 furono catturati. La seconda colonna proseguì la sua strada e il 9 aprile prese Saint-Gilles-sur-Vie che i vandeani avevano evacuato.

## La battaglia
Il 12 aprile, Boulard decise di andare su Challans, il giorno dopo l'esercito repubblicano e l'esercito vandeano si incontrarono al Pas-Opton, a Le Fenouiller. I due eserciti erano separati dal fiume Vie che non poteva essere attraversato, così i due eserciti si scambiarono tiri di artiglieria senza grandi risultati.
Joly che attendeva François Charette in rinforzo decise allora di ripiegare su Challans a nord, ma 80 cavalieri repubblicani che erano passati attorno al campo di battaglia si lanciarono all'inseguimento, così il ripiegamento divenne una fuga e una volta giunti a Challans non si poterono fermare e continuarono a fuggire verso nord, perdendo 300 uomini tra morti e feriti.
Boulard dopo essere riuscito a superare il fiume, entrò a Challans, che i vandeani avevano abbandonato, ma poco tempo dopo videro gli uomini di François Charette con La Roberie, Angibaud, du Chaffault, Guerry de Cloudy e Savin, che erano arrivati in rinforzo ed avevano ricongiunto le truppe di Joly. I vandeani allora forti da 3 000-4 000 uomini si lanciarono all'attacco, decisi a riprendere Challans ai repubblicani. Boulard spiegò allora i suoi quattro cannoni al centro delle sue linee, che causarono diversi danni e mandarono nel panico gli avversari, una carica alla baionetta condotta dal colonnello Baudry d'Asson mandò in rotta le forze di Joly e Cloudy, la cui fuga mandò in rotta anche il resto dell'esercito che ripiegò su La Garnache a nord-est.
Boulard non si lanciò all'inseguimento perché ricevette l'ordine di prendere l'isola di Noirmoutier a nord-ovest.